# Owe Egon Grandics
Owe Egon Grandics, född 1969 i Östersund, Jämtlands län, är en svensk konstnär och silver- och guldsmed. Han har bott i Oslo, Wien, Göteborg, Stockholm och Umeå, men är numera verksam i Nordingrå i Ångermanland.
Grandics är känd för sitt konstnärskap och som medgrundare till och central gestalt inom Nordingrå Konstrunda som är ett av Höga Kustens främsta kulturella arrangemang. Drev 2009 tillsammans med bland andra Görel Thurdin, tidigare miljöminister, en medialt uppmärksammad kritik mot Länsstyrelsens dispens av naturskyddet av Rotsidan, för att ge möjlighet att hugga ut en stentrappa ur klipporna i området. Konstverket, kallat "Passage", skulle åskådliggöra landhöjningen och är en del i landstingsprojektet "Konst i världsarvet". Konstverket placerades istället i Bönhamn.
Han är även känd som en av medlemmarna i den avantgardistiska konstnärsgruppen Den nye vinen tillsammans med norske prinsessans Märta Louise avlidne exman Ari Behn, Per Heimly, Jono El Grande, Bertrand Besigye, Alexander Stenerud som på 90-talet skakade Oslos kulturllv, och tog begreppet Oslo-bohemen (som tidigare associerats till Edward Munch) vidare in i det moderna norska kultur- och societetslivet. "Uttrykket Den nye vinen kommer fra Bjørnstjerne Bjørnsons skuespill: Når den nye vin blomstrer. Uttrykket har siden blitt brukt av flere til pompøst å påpeke at her kommer vi, de unge som overgår og fortrenger de gamle." "Vi er den nye vinen – den nye vinen skal sprenge flaskene" - Ari Behn.

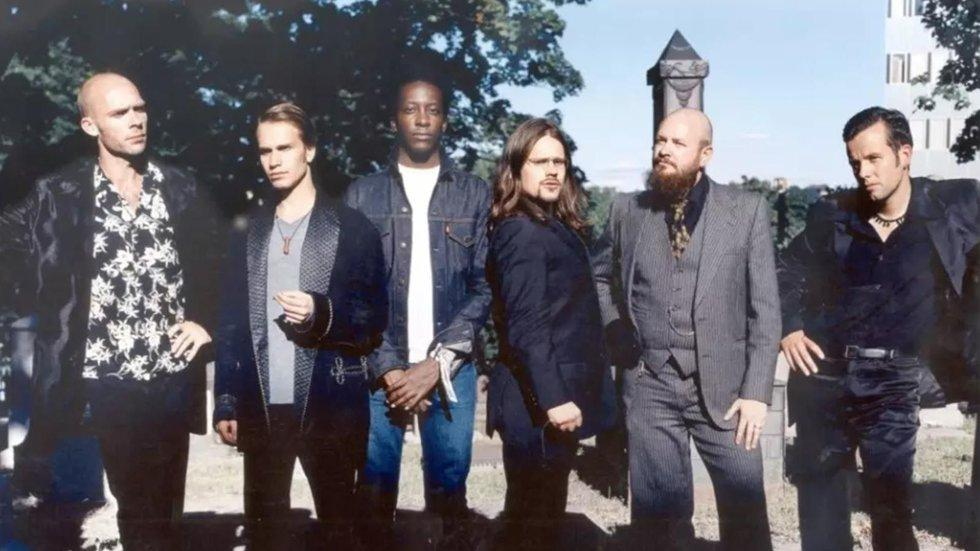
Den nye vinen

Grandics är Utbildad guldsmed på Guldsmedsskolan i Mjölby och juvelfattare hos Kå-Ce Guldsmedja i Spånga. Han arbetade som guldsmed, formgivare och juvelfattare hos Lars Harsheim Guldsmedsverkstad i Oslo 1994-1999. Han arbetade som guldsmed och juvelfattare hos juvelerare Henri J Sillam i Wien 1999 - 2001. 
Han var medskapare av avantgarde kortfilmen Cheska Holka 8_5, del 1 och del 2 tillsammans med filmaren Reinhardt Astleitner.
Han arbetade i egen regi inom konst, formgivning och smyckeproduktion i Göteborg 2002 - 2004. Startade konstgruppen G A S O L (Golden Artistic Spirit of Love) tillsammans med MPC - Michael Persson Carling, Wrestler Bad Buddha, Anders Baoui Eriksson.
Han var aktiv i Galleri Metallum 2002-2005 på Hornsgatan i Stockholm. Deltog i samarbetet METAL med samlingsutställning med G A S O L, MPC och  Sebastian Shildt och Olle Ols. Han hade egen separatutställning på Galleri Metallum 2005.
Grandics drev Högbonden Fyr och Vandrarhem 2004 - 2014 tillsammans med Kajsa Åberg Grandics, De båda tilldelades 2009 Ångermannalagets kulturpris för arbetet med Högbondens kulturarv.
På initiativ av Birgit Dahlgren på Körningsgården startade Owe Grandics och Leif Söderström Nordingrå Konstrunda 2008. Owe var ordförande för föreningen Nordingrå Konstrunda 2009 - 2013.
På uppdrag av Nordingrå Företagarförening, NIFF formgav Grandics Nordingråflaggan, vilken delas ut till alla nyinflyttade, samt finns till försäljning via NIFF.
På uppdrag av Nordingrå Församling/Svenska Kyrkan formgav Owe Grandics och Leif Söderström Minnenas träd i Nordingrå Kyrkas Minneslund. Produktionen hanterades av NAVAB, där han arbetade 2013 - 2015. Owe och Leif tilldelades priset Årets Noling 2011 för arbetet med Minnenas träd.
Del av konstnärssamarbetet K.E.P.S., med utställningen K.E.P.S. i Skogen på Möjligheternas hus i Bjästa 2011, samt Taigan - den eldmärkta skogen på Naturum vid Skuleberget 2019. K.E.P.S. bestod av Owe Grandics, Jeff Lindal och Örjan Östlund.
Sedan 2015 är Grandics engagerad i smedskollektivet Järnstaborg och en del av konstnärsgruppen Ruggiga Räven. Han är en av konstnärerna i Nordingrå Konstby och Nordingrå Kollektiva Konstnärsverkstäder.
Owe Grandics starka intresse för fåglar tar sig ofta i uttryck av måleri och skulpturer. "Vögelkonst". Hans mest kända fågelinspirerade konst är "Grafitti chicks", målningar av vardagliga fåglar i urbana miljöer såsom skrattmås, kajor, kråkor, skator, skorpor, duvor, änder, där fåglarna är målade som fågelungar (fula, nakna, skrikande - vilket skiljer sig från alla andra djurs ungar). "Chick Tags" är snabba signaturfåglar i form av keramik och skulpturer.
Sedan 2010 hänger målningen "Somebody stole my mother" i Barsta Kapell, som ersättningsporträtt av den stulna målningen av. Den tidigare målningen stals 201 i samband med en rad kyrkstölder. "Somebody stole my mother" hänger idag som ersättningsporträtt på samma plats och i väntan på att den tidigare målningen återfinns och återförs till Barsta Kapell.
Grandics deltog i SVT:s produktion Lars Lerin i Höga Kusten och driver sedan 2023 Konstguiden i Höga Kusten, där han bland annat gör konstvandringar och guidade turer för att uppmärksamma konsten och naturens betydelse för konsten i Höga Kusten - då, nu och i framtid.

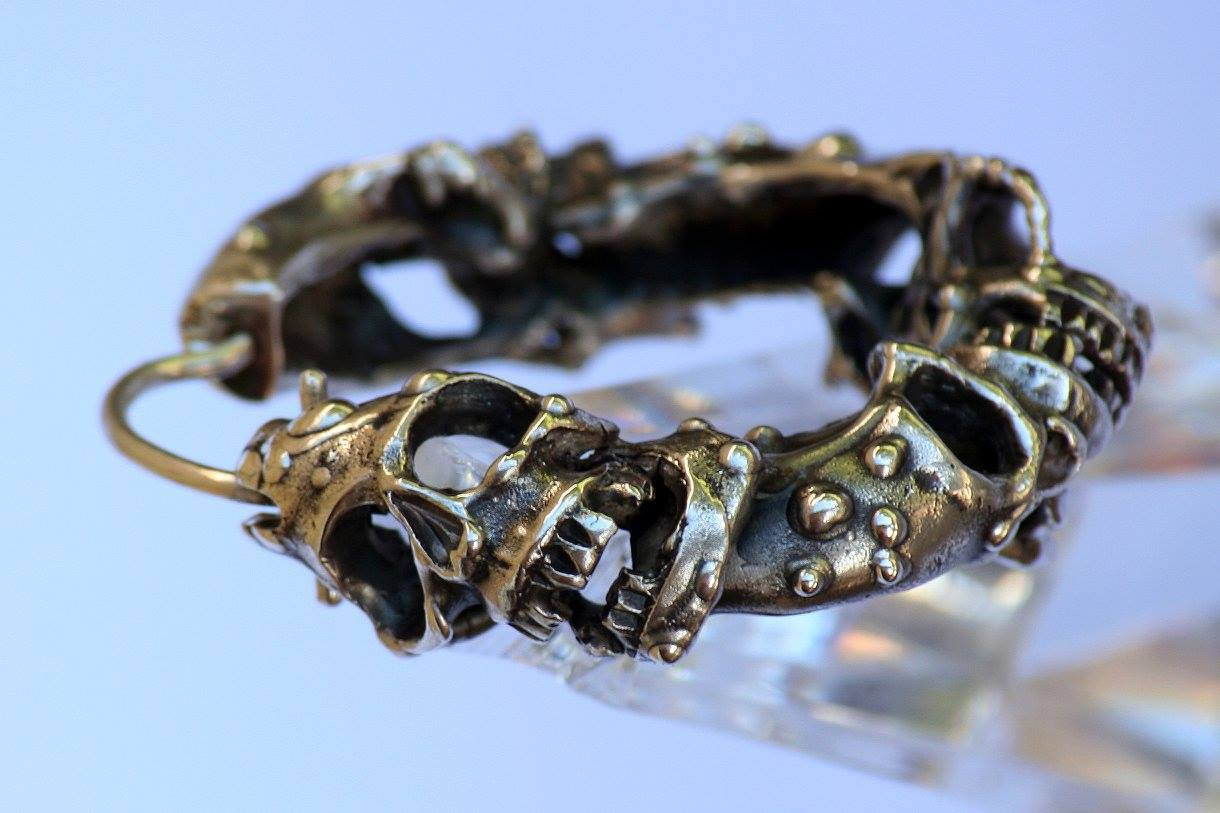
Örhängen av Red Crab Jewelry

Owe drog 2024 igång sin egen produktion av silversmycken med ädelstenar under namnet Red Crab Jewelry. Dessa smycken bärs bland annat av Dregen och Jan Ribbhagen, känd från Antikrundan.